# アンティオキア大学
アンティオキア大学（Universidad de Antioquia）は、コロンビアのアンティオキア県にある大学。県都メデジンにメインキャンパスがある。
コロンビア有数の大学であり、特に医学部が有名である。アンティオキア県内にいくつかのサテライトキャンパスがある。入学希望者が多く、合格率は10％以下である。

## 歴史

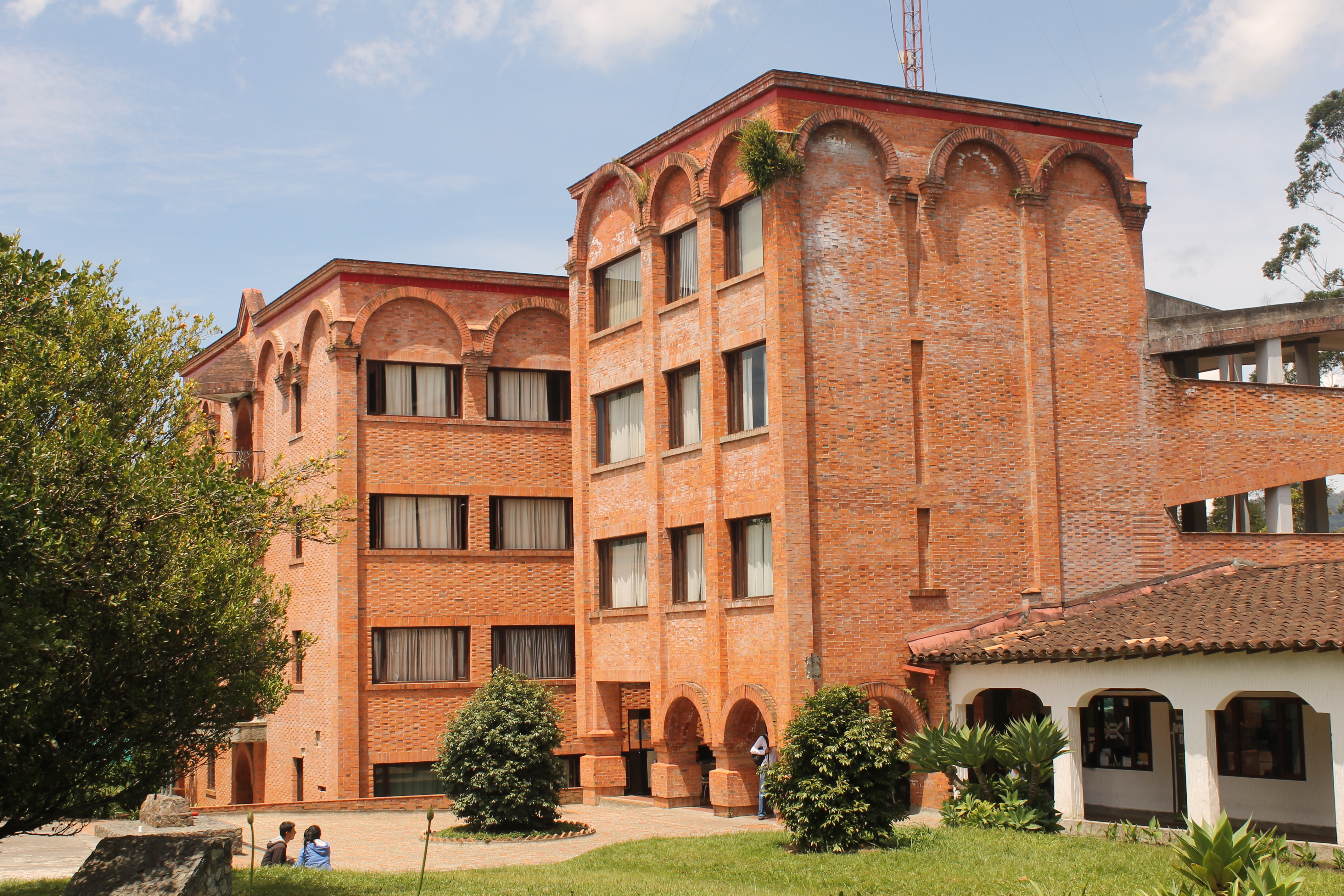
建物

1803年に王立大学として設立された。

## 著名な卒業生
- アルバロ・ウリベ - 政治家。コロンビア共和国大統領（2002年-2010年）。
- エクトル・アバド・ゴメス - 医師・人権活動家。